# Лихачёв, Александр Никифорович
Алекса́ндр Ники́форович Лихачёв (28 апреля 1857 — после 1917) — русский генерал и общественный деятель, член Государственной думы от Саратовской губернии.

## Биография

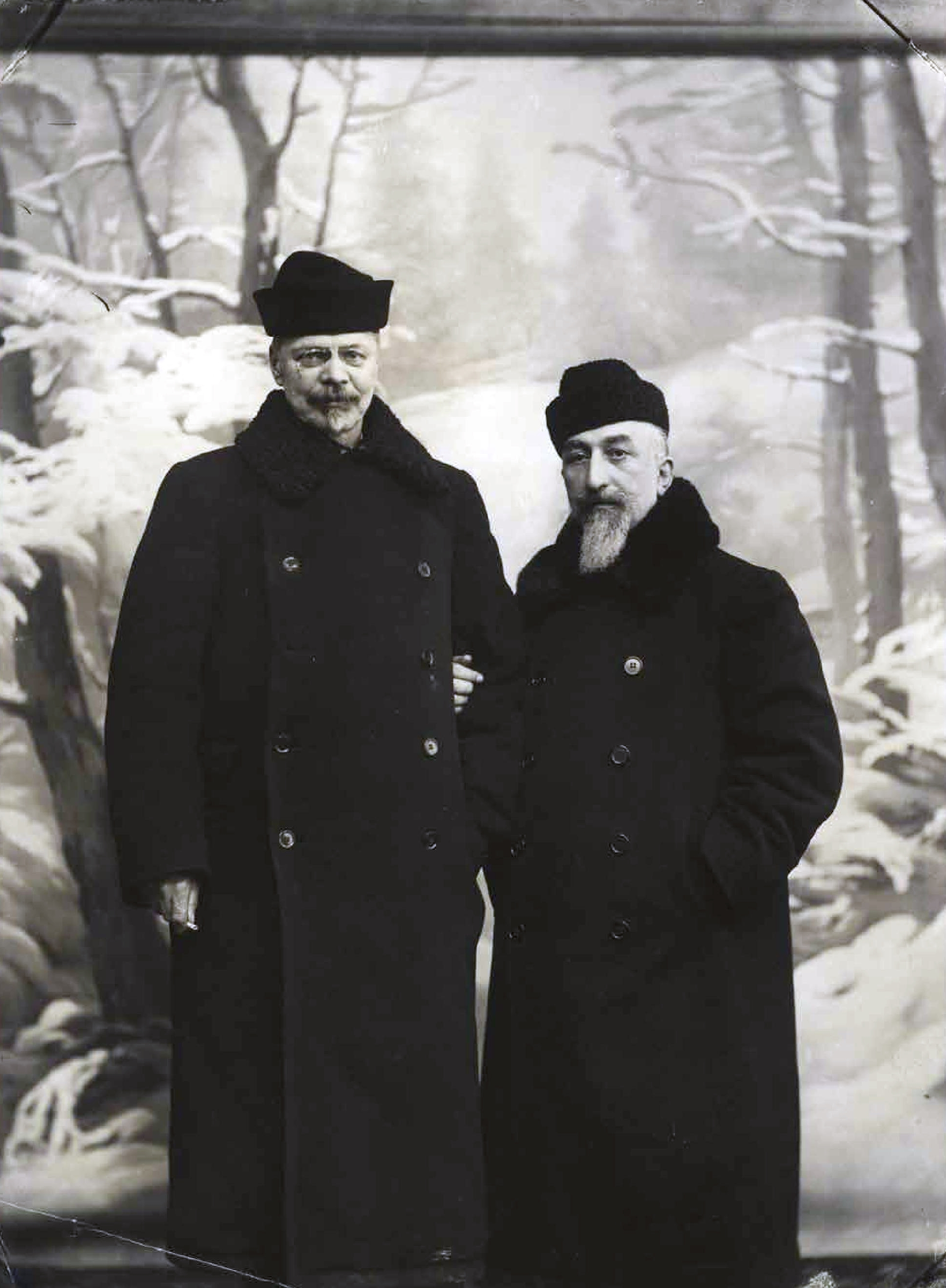
Депутаты III Государственной Думы Ф. И. Родичев и А. Н. Лихачёв

Православный. Из дворян. Землевладелец Саратовской губернии (430 десятин).
Окончил Николаевское кавалерийское училище по 1-му разряду (1876), выпущен корнетом в лейб-гвардии Гродненский гусарский полк.
Чины: поручик (1878), штабс-ротмистр (1881), ротмистр (1886), полковник (1894), генерал-майор (1901).
Участвовал в русско-турецкой войне 1877—1878 годов, за отличия был награждён орденами Святой Анны 4-й степени «За храбрость» и Святого Станислава 3-й степени. Затем командовал эскадроном Гродненского гусарского полка (8 лет), в течение двух лет был помощником командира полка. В 1898—1904 годах занимал должность Варшавского обер-полицмейстера.
В 1904 году вышел в отставку в чине генерал-майора и, поселившись в своем имении, посвятил себя общественной деятельности. Избирался гласным Сердобского уездного и Саратовского губернского земских собраний, почетным мировым судьей по Сердобскому уезду (с 1906), Сердобским уездным предводителем дворянства. Состоял председателем землеустроительной комиссии.
В 1907 году был избран членом III Государственной думы от Саратовской губернии. Входил во фракцию умеренно-правых, с 3-й сессии — в русскую национальную фракцию, в 5-ю — в группу независимых националистов П. Н. Крупенского. Состоял членом комиссий: по государственной обороне, распорядительной, земельной и по рабочему вопросу.
В 1912 году был переизбран в Государственную думу от Саратовской губернии. Входил во фракцию центра. Состоял членом комиссий: по военным и морским делам, сельскохозяйственной, по переселенческим делам, по местному самоуправлению. Был докладчиком комиссий: по военным и морским делам и согласительной. Входил в Прогрессивный блок.
После Февральской революции исполнял поручения Временного комитета Государственной думы, 7 апреля был избран членом военной комиссии. В августе 1917 участвовал в Государственном совещании в Москве.
Дальнейшая судьба неизвестна. Был холост (на 1903 год).

## Награды
- Орден Святой Анны 4-й ст. (1878);
- Орден Святого Станислава 3-й ст. (1878);
- Орден Святой Анны 3-й ст. (1887);
- Орден Святого Станислава 2-й ст. (1890);
- Орден Святой Анны 2-й ст. (1895);
- Орден Святого Владимира 4-й ст. (1899).

Иностранные:
- румынский Железный крест (1879);
- персидский орден Льва и Солнца 2-й ст. (1901).